# Trdota po Vickersu
 Trdota po Vickersu  je ena od metod za merjenje trdote trdih snovi. Uporablja se predvsem v strojništvu in metalurgiji. Oznaka je HV, vrednost pa je brezrazsežno število.
Metoda zahteva, da se v površino preizkušanega materiala vtisne diamantna piramida s kotom 136º. Sila obremenitve znaša od 50 do 1200 N. 
Trdota se izračuna iz sile in površine vtisnjenega plašča piramide po enačbi: 
{\displaystyle \mathrm {HV} =0,102{F \over A}\;,}
kjer je:
HV ... trdota po Vickersu,
F ... sila v N,
A ... površina vtisnjenega plašča piramide v mm2.
Priporočajo se obremenitve:
- 500 ... 1500 N
trdo jeklo
- 100 N
cemenitirano jeklo
- 50 N
nitrirano jeklo

Prednosti metode pred ostalimi sta:
- možnost meritev zelo tankih slojev (na primer po nitriranju)
- zelo majhna poškodba površine

## Posebnosti
Trdota po Vickersu je do vrednosti 250 HV številčno enaka trdoti po Brinellu, nad to mejo pa trdota po Vickersu narašča hitreje.